# Xestia elimita
Xestia elimita là một loài bướm đêm trong họ Noctuidae.